# Borve Castle

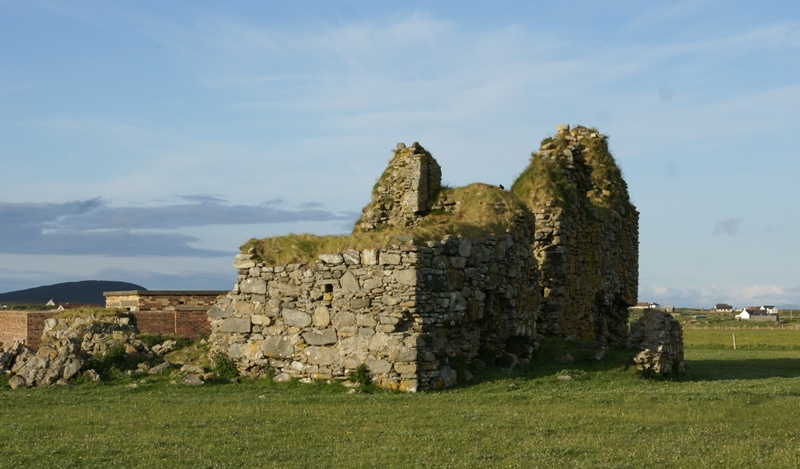
Borve Castle, gezien vanuit het zuidwesten.

Borve Castle (in het Schots-Gaelisch: Caisteal Bhuirgh), ook wel Castle Wearie genoemd, is een veertiende-eeuws kasteel, gelegen in Borve, 6,4 kilometer ten zuiden van Balivanich op Benbecula in de Schotse Buiten-Hebriden.

## Geschiedenis
Borve Castle werd gebouwd door de MacRuairis, Heren van Uists en Benbecula. De traditie noemt Amy MacRuairis, de vrouw van John MacDonald of Islay, als bouwer. Het kasteel is echter vermoedelijk van vóór haar tijd.
De precieze datum van de bouw is onbekend, maar in het midden van de veertiende eeuw was Borve Castle het belangrijkste kasteel in de Buiten-Hebriden.
Het kasteel werd gebouwd als een simpele, rechthoekige hal met de ingang op de eerste verdieping, die bereikt kon worden via een trap aan de buitenzijde. In de veertiende eeuw lag het kasteel aan een meer dat in verbinding stond met de zee. Dit meer diende als veilige haven; de zeevisserij was een grote bron van inkomsten voor de MacRuairis.
Het kasteel werd op een gegeven moment uitgebreid met een derde niveau, waarbij in tegenstelling tot de oorspronkelijk bouw grote ramen werden aangebracht. Dit zorgde voor meer licht binnen en het vermoedelijk aanwezige glas was een teken van rijkdom.
Later werd de westelijke muur verwijderd en een nieuwe uitbreiding gebouwd.
In de vijftiende eeuw nam de vraag naar vis af en werd het meer bij het kasteel langzaam aan opgevuld met zand, dat door de wind werd aangevoerd. In deze periode werd het kasteel minder belangrijk, in ieder geval economisch, en geschreven bronnen noemen Borve Castle pas weer in zestiende eeuw.
In 1625 was het kasteel nog zeker bewoond. In de late achttiende eeuw werd het kasteel verbrand.

## Bouw
Borve Castle was een kasteel van drie verdiepingen met een uitbreiding aan de westelijke zijde. De onderste verdieping van het kasteel is in de 21e eeuw niet zichtbaar door het gevallen metselwerk en het opgewaaide zand. Enkel de twee bovenste verdiepingen zijn zichtbaar. De ruïne van de toren is 18 bij 11 meter groot en heeft een muurdikte tussen de 1,5 en 2,7 meter. De muren bereiken een hoogte van 9,1 meter, behalve de noordelijke muur, die ingestort is en nog slechts één meter hoog is.
De ingang bevindt zich aan de zuidzijde, 1,8 meter boven de grond.
Vijfhonderd meter naar het zuidwesten bevond zich Teampull Bhuirgh, een van de twee belangrijkste vroeg middeleeuwse kerken van Benbecula. De ruïne van de kerk ligt onder het vruchtbare machair-landschap. Volgens plaatselijke traditie zou er een ondergrondse tunnel lopen tussen het kasteel en de kerk.